# Sergej Naryškin
Sergej Evgen'evič Naryškin (in russo Сергей Евгеньевич Нарышкин?; Leningrado, 27 ottobre 1954) è un dirigente pubblico e politico russo, direttore del Servizio di intelligence internazionale russo dal 2016. È stato presidente della Duma di Stato dal 2011 al 2016.
Ha il grado civile di Consigliere di Stato effettivo della Federazione Russa di 1ª classe.

## Biografia
Sergei Yevgenyevich Naryshkin è nato a Leningrado e si è laureato all'Istituto di Meccanica di Leningrado in ingegneria nel 1978; nello stesso anno è stato il primo segretario del Komsomol che era l'ala giovanile del Partito Comunista. Dal 1978, Naryshkin ha studiato alla Scuola Superiore di Mosca del KGB (russo: Высшая школа КГБ) per due anni nella sezione francese. Nel 1990 si è anche specializzato presso l'International Management Institute di San Pietroburgo in economia.
Nel 2015, la tesi di Naryshkin in economia è stata considerata come fraudolenta in un'indagine di Dissernet, con oltre la metà del testo copiato da altre pubblicazioni.

## Carriera
Nel 1982, Naryshkin è stato nominato vicerettore vicario del Politecnico di Leningrado. Dal 1988 al 1992, ha lavorato nell'ambasciata sovietica  a Bruxelles come esperto nel Comitato di Stato per la scienza e le tecnologie nell'ufficio del consigliere economico, ma Alexei Pastyukhov, un amico d'infanzia, ha dichiarato che Naryshkin lavorava come terzo segretario. Alcune fonti suggeriscono che mentre era lì, iniziò a lavorare per il KGB dopo essere stato in un gruppo della scuola superiore del KGB dove lui e Vladimir Putin erano compagni di studio. 
Dal 1992 al 1995 ha lavorato nel Comitato per l'Economia e le Finanze dell'Ufficio del Sindaco di San Pietroburgo. Dopo la sua partenza, è diventato il capo del dipartimento per gli investimenti esterni di Promstroybank, una posizione che avrebbe ricoperto fino al 1997. Dal 1997 al 1998, Naryshkin ha guidato il Dipartimento investimenti del governo dell'Oblast' di Leningrado. Dal 1998 al 2004 è stato Presidente del Comitato per le Relazioni Economiche Esterne e Internazionali del governo dell'Oblast' di Leningrado.
All'inizio del 2004, è stato vice capo del dipartimento economico dell'amministrazione presidenziale russa. Da marzo a settembre 2004, Naryshkin è stato vice capo di stato maggiore del governo russo. Dal 2004 è membro del consiglio di amministrazione di Sovkomflot e vicepresidente del consiglio di amministrazione di Rosneft. Dal 31 agosto 2004, Naryshkin è anche presidente del consiglio di amministrazione di Channel One della televisione russa.
Dal 13 settembre 2004 è Ministro, Capo di Stato Maggiore del Governo della Russia. Il 15 febbraio 2007, il presidente Putin ha annunciato la sua nomina come vice primo ministro della Russia per l'attività economica esterna, concentrandosi sulla collaborazione con la Comunità degli Stati Indipendenti. Nel maggio 2008, Naryshkin è stato nominato capo dell'amministrazione presidenziale della Russia. Nel maggio 2009, il presidente Dmitry Medvedev lo ha nominato presidente della Commissione per la verità storica.
Dall'aumento delle tensioni tra l'Unione europea e la Russia nel 2014, Naryshkin è stato percepito come uno dei principali coordinatori dei contatti con i partiti europei di estrema destra e di estrema sinistra che sostengono la politica estera russa in Europa.
Nelle elezioni alla Duma di Stato dell'Assemblea Federale della Federazione Russa della VII convocazione (2016), si è candidato per il partito Russia Unita nel 112° collegio elettorale uninominale di Kingisepp, Regione di Leningrado, ed è stato eletto deputato. Tuttavia, ha rifiutato il mandato in relazione alla nuova nomina. Infatti il 22 settembre 2016, il presidente russo Vladimir Putin ha nominato Naryshkin alla carica di direttore del servizio di intelligence estero della Federazione Russa dal 5 ottobre 2016. Il 21 ottobre 2016, la Duma di Stato della Federazione Russa ha deciso di porre fine ai poteri di Naryshkin come deputato prima del previsto.
Nonostante le sanzioni, Naryshkin ha effettuato una visita negli Stati Uniti dal 27 al 28 gennaio 2018 , insieme al capo dell'FSB Bortnikov e al capo dell'intelligence militare Korobov. Si sono incontrati tutti a Washington con il direttore della CIA Mike Pompeo; la visita è stata considerata dagli osservatori negli Stati Uniti come estremamente insolita . Le parti hanno discusso delle minacce di ritorno dalla Siria dei combattenti dello Stato islamico che in precedenza erano andati a combattere in Siria dalla Russia e dall'Asia centrale, secondo una dichiarazione ai media del direttore della CIA Pompeo. Naryshkin, secondo la sua intervista al canale televisivo Russia 1 nel dicembre 2018, ha sostenuto che durante il periodo della sua direzione, il Foreign Intelligence Service ha visitato e tenuto colloqui con i capi dei servizi di intelligence di 22 paesi; in Russia ha preso parte a 90 vertici internazionali dei leader dell'intelligence.

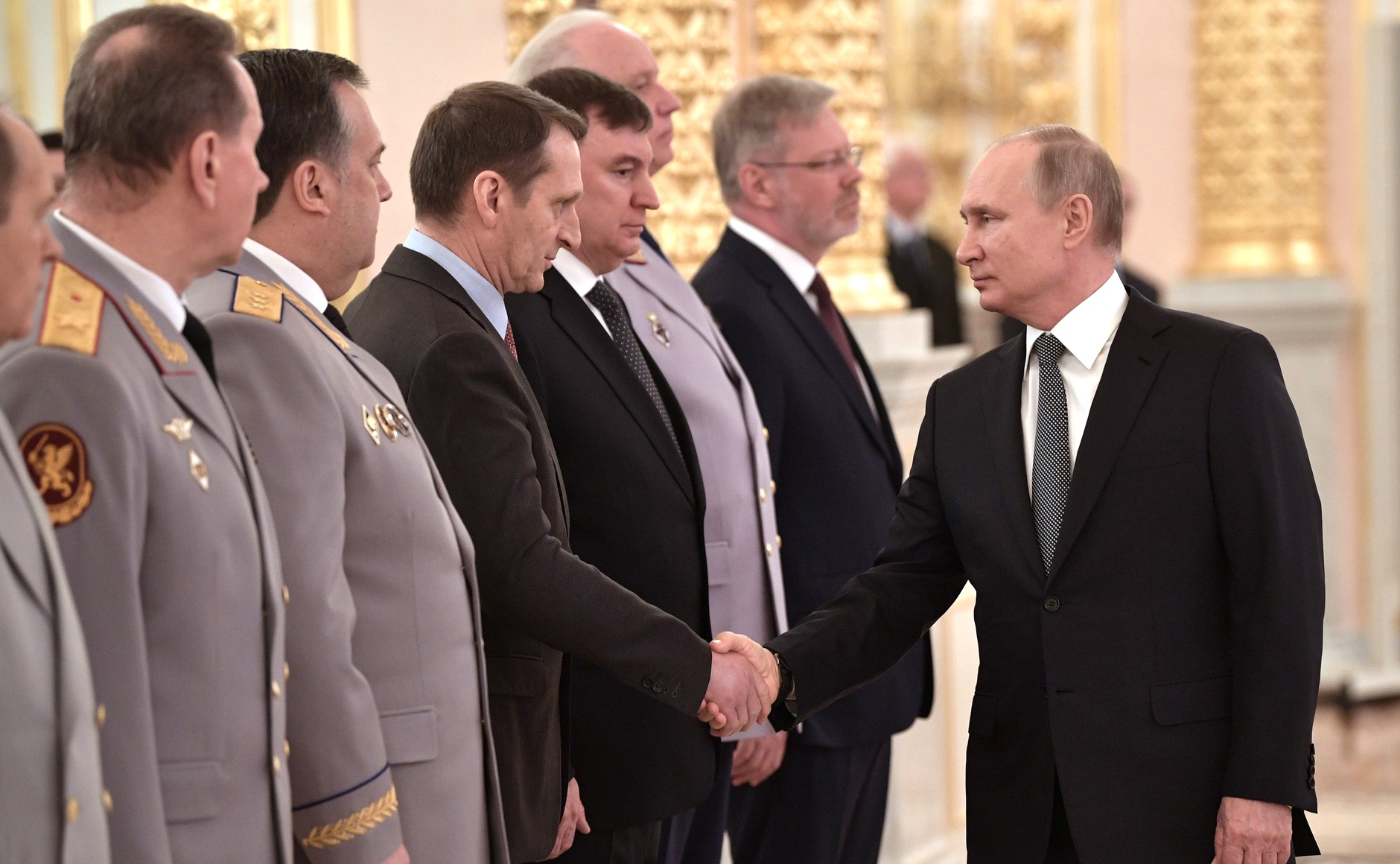
Con Vladimir Putin al Cremlino, 11 aprile 2019

### A capo dell'SVR
A capo del Foreign Intelligence Service, Naryshkin ha adottato misure per declassificare i documenti d'archivio dei servizi speciali dell'URSS, il che ha contribuito all'emergere di una serie di nuovi lavori scientifici. In particolare, sono diventati noti al grande pubblico i nomi precedentemente sconosciuti di sette ufficiali dell'intelligence illegale sovietica che hanno ottenuto informazioni strategiche per il paese. Per il 100º anniversario della SVR è stata preparata una raccolta di saggi sull'intelligence straniera (insieme alla casa editrice Komsomolskaya Pravda), sono state pubblicate edizioni separate e quindi raccolte di documenti riguardanti la situazione politico-militare dell'anteguerra e della guerra, sul periodo della storia europea (1935) furono ripubblicati dalla casa editrice Veche -1945) nuovi libri della serie "Legendary scouts". Con una prefazione di S. E. Naryshkin, venne pubblicato il libro “Rudolf Abel. The Secret Archives of an Illegal Soviet Spy”, in cui furono pubblicate per la prima volta le lettere di V. G. Fisher da una prigione americana e dettagli sconosciuti della sua biografia.
Nel novembre 2021, Naryshkin, commentando i rapporti sulla possibilità di un'invasione russa dell'Ucraina, ha affermato che le accuse di un'invasione russa in preparazione sono "un'azione di propaganda del Dipartimento di Stato americano".
Dopo aver parlato a una riunione del Consiglio di sicurezza russo sul riconoscimento di DPR e LPR il 21 febbraio 2022, Naryshkin ha attirato l'ampia attenzione della stampa mondiale tremando visibilmente e "balbettando goffamente" quando Putin lo ha pubblicamente rimproverato per la sua "imbarazzante" risposta alla domanda del presidente sul riconoscimento delle repubbliche popolari di Donetsk e Luhansk.

## Vita privata
Sposato con Tatiana Yakubchik, ha due figli.